# Euthalia magama
Euthalia magama är en fjärilsart som beskrevs av Hans Fruhstorfer 1913. Euthalia magama ingår i släktet Euthalia och familjen praktfjärilar. Inga underarter finns listade i Catalogue of Life.